# Ibrica Jusić
Ibrahim "Ibrica" Jusić, hrvaški kantavtor šansonov in zabavne glasbe, bosanskega porekla, * 15. december 1944, Dubrovnik, Hrvaška. 
Poznan je predvsem kot dubrovniški »trubadur«, saj v tem mestu živi in ustvarja že več desetletij. Poslušalcem je znan po svojem dokaj rezkem glasu, po dvanajststrunski kitari; v preteklosti je med koncertnimi nastopi na odru poleg njega ždel tudi njegov pes.
Ibrica Jusić se je se je kot kitarist in kantavtor uveljavil leta 1968 na festivalu v Zagrebu. Naslanjajoč se na elemente francoskega šansona je v času svojega delovanja ustvaril prepoznaven in avtentičen avtorski koncept, ki ga odlikujeta poetika in intelekt, kot tudi komponiranje na besedila znanih pesnikov. Jusić je bil desetletja zaščitni znak Dubrovniških poletnih iger, na katerih se je redno pojavljal kot organizator večernih koncertov na skalinah, ter s samostojnimi kitarskih recitalih v Knežjih dvorih. Prvi album je izdal leta 1975, takrat je zaslovel tudi na območju jugoslovanske diskografske scene - predvsem s svojimi zgodnjimi deli, ki jih zastopajo pesmi, kot so »Mačka«, »Dobro jutro«, »Margareta«, »Ponoć«, »Jubi san vašu ćer«, pa tudi s komponiranjem na verze Shakespearea, Brechta, Paljetka, Antića, Britvića in drugih. Prelomnico v njegovem delu je predstavljal prvi simfonični album »Ibrica« (1981), ki ga je orkestriral njegov starejši brat Đelo Jusić. Đelo je za Ibrico napisal tudi številne antologijske pesmi, kot so »Šalom Sarah«, »U svakom slučaju te volim«, »Na Stradunu« in druge. 

## Diskografija
- Celulodni pajac, Stranac, Ponoć, Jagoda (single, Jugoton, 1968)
- Golubica, Kada jednom budeš sama (single, Jugoton, 1969)
- Još uvijek ne znam neke važne stvari, Mala kavana (single, Jugoton, 1969)
- Mačka, Morem plovi dragi tvoj (single, Jugoton, 1970)
- Nemoj ići, Nikolina, Ave Maria, Ana (single, Jugoton, 1970)
- Ibrica Jusić (Jugoton, 1974)
- Skaline od sudbine (Jugoton, 1975)
- Nostromo (Jugoton, 1976)
- Emina (Jugoton, 1977)
- Ne dajte da vas zavedu (Jugoton, 1978)
- Čovjek bez kafića (Jugoton, 1980)
- Ibrica (Jugoton, 1981)
- La Vie (Jugoton, 1985)
- Retrospektiva (Croatia Records, 1994)
- Dan prije - Live in ZeKaeM, (Dancing bear, 1998)
- Hazarder - Tribute To Leonard Cohen (Dancing Bear, 2001)
- Amanet (Dancing Bear, 2003)
- Kavana Mediteran (Dancing Bear, 2005)